# Триполье (Донецкая область)
Триполье (укр. Трипілля) — село Соледарской городской общине Бахмутского района Донецкой области Украины.
Код КОАТУУ — 1420982005. Население по переписи 2001 года составляет 194 человека. Почтовый индекс — 84560. Телефонный код — 6274.